# Eutrema
Eutrema là chi thực vật có hoa trong họ Cải.